# Dolichophis cypriensis
Espèce
Synonymes
- Coluber cypriensis Schätti, 1985
- Hierophis cypriensis (Schätti, 1985)

Statut de conservation UICN

 EN B1ab(iii) : En danger
Dolichophis cypriensis est une espèce de serpents de la famille des Colubridae.

## Répartition
Cette espèce est endémique de Chypre.

## Étymologie
Son nom d'espèce, composé de cypri (du grec Κύπρος, Kýpros, nom donné par les Grecs à l'île de Chypre) et du suffixe latin -ensis, « qui vit dans, qui habite », lui a été donné en référence au lieu de sa découverte.

## Publication originale
- Schätti, 1985 : Eine neue Zornnatter aus Zypern, Coluber cypriensis n. sp. (Reptilia, Serpentes, Colubridae). Revue Suisse de Zoologie, vol. 92, no 2, p. 471-477 (texte intégral).